# 楔银鳞蛛
楔银鳞蛛（学名：Leucauge sphenoida）为肖鞘科银鳞蛛属的动物。在中国大陆，分布于云南、广州等地。该物种的模式产地在云南、广州。